# Kim Min-jung (badminton)
Dans ce nom coréen, le nom de famille, Kim, précède le nom personnel.
Pour les articles homonymes, voir Kim Min-jung et Kim.
Kim Min-jung est une joueuse de badminton sud-coréenne née le 29 juillet 1986 à Jeju.
Elle est disqualifiée lors des Jeux olympiques d'été de 2012 avec sept autres joueuses de badminton pour « n'avoir pas fait tout leur possible pour remporter la victoire »,.